# くるくる◇プリンセス 〜ときめきフィギュア☆めざせ!バンクーバー〜
『くるくる◇プリンセス 〜ときめきフィギュア☆めざせ!バンクーバー〜』（「◇」は本来はダイヤ状の氷の輝きのグラフィック）は、株式会社スパイクが2009年12月10日に発売したニンテンドーDS用アクションゲームである。公式サイトではジャンルは「くるくるタッチフィギュア」としている。同社作『くるくる◇プリンセス 〜フィギュアできらきら☆氷のエンジェル〜』（通称『くる◇プリ』）『くるくる◇プリンセス 〜夢のホワイト・カルテット〜』に続く第3作であり、略称は『くる◇プリ3』。

## 概要
カナダのバンクーバーで行われる国際大会の金メダルを目指し、熱き戦いが繰り広がれる。また、シリーズとしては初となるペアスケーティングが追加され、シングルとはまた違ったダイナミックな演技が楽しめる。

## キャラクター紹介
主人公選択時に、誕生日と血液型、ゲーム全体の難易度などを設定できる。なお、名前と難易度は、ゲーム中でも変更可能。4人それぞれ異なるストーリーが展開されている。

### プレイヤーキャラクター
鈴村あやか（すずむらあやか、声 - 永田佳代）
日本代表最有力候補。元気で明るく、ちょっとドジな女の子。まっすぐな広い心の持ち主で、周りからも好かれている。運動や遊ぶことが好きなため、身体能力が高い。自他ともに認めるお人よしで、自分よりも人のことを気にかけることが多い。年齢は15歳。得意技はジャンプ。好物はラーメン。趣味は遊ぶ事で、嫌いなのはヒマなこと。
鏡ゆい（かがみゆい、声 - 吉田愛理）
カリスマジュニアモデル。芸能界とフィギュアに板ばさみにされながらも両立を目指し、努力を欠かさない。幼い頃から、
日本舞踊など様々な習い事を教え込まれたお嬢様。独特の表現力を持っているが、手加減されたり、手を抜く事を嫌う性格である。年齢は15歳。得意技はスパイラル。好物は甘いもの。趣味は日本舞踊で、嫌いなのはお化け。
ルナ・ドーレ・アサノ（声 - 瀬戸奈保子）
ペアスケーティングの新星。日本人とフランス人のハーフの女の子。スケートに関しては理論派で、技術面が優れているが、想定外の事態にはめっぽう弱い。少女趣味で、ぬいぐるみなどの可愛いものが大好きなうえに、夢見がちなところが
ある。年齢は15歳。得意技はスピン。好物はフルーツ。趣味は読書で、嫌いなのは予想外の事。
キム・ソヨン（声 - 今泉文乃）
韓国の絶対女王。迫力のある演技で、韓国フィギュア界では敵がいないほどの超エリート。母国では、「アイス・クイーン」と呼ばれている。自信家で負けず嫌いだが、自分が認めるライバルには敬意を表する。年齢は15歳。
得意技はジャンプ。好物は辛いもの。趣味はおしゃれで、嫌いなのは無駄な時間。

## 気になる男性スケーター
二階堂優真（にかいどうゆうま、声 - 春山壱樹）
頭脳明晰、容姿端麗であり、どんな相手にも紳士的な態度で接する。家がお金持ちらしく、リムジンがあるほどである。
スケートの他にも乗馬やピアノを習っている。また、大きな犬の「パウロ」を飼っている。人参が苦手。血液型はB型。誕生日は明らかにされていないが、星座はしし座である。
前園隼人（まえぞのはやと、声 - 春山壱樹）
短気で口が悪く、ぶっきらぼうだが、実際は主人公のことを気にかけて心配するなど、優しい心の持ち主である。ダンスが得意で、実は毛虫が苦手。他の選手とは違う、スピード感あふれるトリプルアクセルが得意技。誕生日は明らかにされていないが、星座はふたご座である。
レオン・キサラギ（声 - 吉野一平）
見た目は少し怖い印象だが、実はうさぎなどの動物や、ぬいぐるみなどの可愛いものが大好きという女の子らしい一面も
ある。ドイツ出身。誕生日は明らかにされていないが、星座はいて座である。
ジャック・サオトメ（声 - 吉野一平）
男女の区別なく、誰とでも仲良くなれる、とても明るい性格の男の子。だが、あまりにも陽気的すぎて主人公が少々ついていけなくなるときがある。映画が好き。

## 先輩・ライバル等のキャラクター
斉藤みどり（さいとうみどり、声 - 今泉文乃）
主人公や、先輩たちのコーチ。時に優しく時に厳しく、数多くの一流スケーターを育ててきた名コーチ。
韓国コーチ（声 - 吉野一平）
ソヨンの専属コーチ。
白鳥まゆり（しらとりまゆり、声 - 瀬戸奈保子）
グランプリシリーズで、世界にその名を知らしめた、若きトップスケーター。前作で主人公の一人として登場していたが、本作では、少々大人っぽくなって登場する。
浅香真子（あさかまこ、声 -吉田愛理）
中学生のときに世界チャンピオンになった天才少女。
安野美樹（やすのみき、声 - 今泉文乃）
日本屈指のトップスケーター。数少ない女子選手の4回転ジャンパーである。
春野ももか（はるのももか、声 - 今泉文乃）
先輩の1人。第1作目で主人公の1人として登場し、前作でも先輩の1人として登場したが、今回、ロシア代表の選手
として登場する。ゆいを選択した時にしか出てこない。
立花りこ（たちばなりこ、声 - 永田佳代）
主人公の友人。彼女もフィギュアスケートを習っており、同じスケート教室に通っている。
成瀬ちひろ（なるせちひろ、声 - 吉田愛理）
主人公のライバル。最初のうちは主人公に対してイヤミなどを言ってくるが、本当は負けず嫌いな性格。得意技はジャンプ。
ソフィア・ウィルソン（声 - 今泉文乃）
主人公のライバル。一見クールだが、厳しいことを言う。優れた技術を持っており、パールスピンができるほどの
天才である。
カズキ（声 - 春山壱樹）
主人公の幼馴染。
今野しおり（こんのしおり、声 - 永田佳代）
ペアスケーティング選手の一人。幼馴染のダイチとパートナーを組んでいるが、口ゲンカが絶えない。
武山ダイチ（たけやまダイチ、声 - 吉野一平）
しおりのパートナー。時々しおりをからかうが、いつも最後には口の強さで負ける。
ミーア・ワーグナー（声 - 今泉文乃）
有名なペアスケーティング選手。実は、ルナがペアスケートを始めるきっかけとなった人であり、尊敬している。双子の
兄である「ティム」とパートナーを組んでいる。
ティム・ワーグナー（声 - 春山壱樹）
ミーアの双子の兄で彼女のパートナーも務めている。
占い師（声 - 今泉文乃）
時々公園に現れる謎の占い師。
ココミル
あやかの飼い犬。まゆりが飼っている犬のコミルの子供の一匹である。名前の由来は「コミルの子供」というところから、
あやかが名づけた。コミルに一番そっくりだとまゆりは言う。
ラテ
ゆいの飼い犬。コミルの子供。
レイト
ルナの飼い犬。コミルの子供。
ウユ
ソヨンの飼い犬。コミルの子供。「ウユ」とは、韓国語でミルクを意味するところから名づけられた。

## おもなゲームの流れ
大会までは、1つの区切りをステージとし、マップ画面を移動させて、大会までに達成しなくてはならない目標を達成
させたり、他のキャラクターと会話をしたりして大会に備える。準備ができたら大会に参加し、目標の順位以上に入賞
すると次の大会に参加できる。

## パラメーターについて
パラメーターには、「ジャンプ」「スピン」「ステップ」「スパイラル」「スタミナ」の5つがあり、ミニゲームをクリア
するとレベルが上がる。ジャンプ・スピン・ステップ・スパイラルは、レベルが上がると新しい技を覚えられるようになり、スタミナが上がるとスケート時の体力がアップする。

## アクション方法
スケートアクション時の操作としては、ジャンプは矢印の方向にタッチペンで図形どおりに線をなぞり、規定の回数分
行う。スピンは矢印の方向にタッチペンでグルグルまわし、左にあるゲージをためる。ステップは、表示される
マークをタッチしたり、矢印の方向に線をなぞってゲージをためる。スパイラルは、スライドエリアを上下左右に
こすると赤い印が少しずつ上がるので、指定エリア内に印を止める。1度覚えた技は練習してレベルを上げられる。
レベルが上がると技の構成点が上がり、入力が楽になるが、体力の減りが激しくなる。

## 体力とアクションの関係
体力については、アクションをしていくたびに少しずつ減ってくる。半分になると、入力時間が4分の3に減り、全て
なくなると、入力時間が3分の2に減る。そのため、技のバランスを考えることも重要になってくる。

## 衣装について
本作に登場する衣装などは全部で130種類。その他、ゲームのはじめの主人公選択時に設定したプロフィールによって
もらえるスペシャルアイテムも106種類ある。ただし、アクセサリーや、コスチュームの一部は、「プリンセスバレリーナ 〜夢見る4人のプリマドンナ〜」や、前作のほうで登場したアイテムが多く見られ、新たに追加されたアイテム
は少ない。今回も、非現実的なアイテムはあるが、前ほどに比べると、かなり少なくなった。

## 大会について
大会はステージ毎ごとにあり、ペアで参加できる大会も存在する。ペアの大会に関しては参加が自由で、参加するとこの時
パートナーとなった男の子とさらに仲良くなれる。シングルの大会では、ライバルと対戦するようになる。徐々に他のライバル達の得点が高くなっていくため、プレイヤーも得点の高い演技で勝負することになる。大会後の順位によってもらえる
ポイント（KPと呼ばれる）が変わってくる。ペアの大会では、KPとスケート靴がもらえる。KPは、アイテムを購入する際に必要である。また、音楽に合わせた衣装や、特別な組み合わせの衣装を選ぶと、ボーナス得点がもらえる。新たに、
「リプレイ機能」が追加され、自分の演技をじっくり見直すことができる。

## ミニゲームについて
ミニゲームは全部で10種類あり、こちらも今までにあったミニゲームのみで、新たに登場したものはなかった。また、DSワイヤレス通信により、2人で対戦することもできる。

## 通信プレイについて
本作は通信メニューが大幅に増え、2人で協力してペアスケーティングに挑戦したり、シングルで対戦もできるようになった。また、持っているアイテムを相手にプレゼントすることもできる。

## 備考
プレイヤーキャラクターの1人であるキム・ソヨンについて韓国ではキム・ヨナのパブリシティ権侵害疑惑が持たれている。